# Región geográfica inmediata de Tubarão
La región geográfica inmediata de Tubarão es una de las 24 regiones inmediatas del estado brasileño de Santa Catarina, una de las tres regiones inmediatas de la región geográfica intermedia de Criciúma y una de las 509 regiones inmediatas de Brasil, creadas por el IBGE en 2017. Está compuesta de 17 municipios.

## Municipios
| Región geográfica inmediata | Código | Municipios         |
| --------------------------- | ------ | ------------------ |
| Tubarão                     | 420003 | Armazém            |
| Tubarão                     | 420003 | Braço do Norte     |
| Tubarão                     | 420003 | Capivari de Baixo  |
| Tubarão                     | 420003 | Grão-Pará          |
| Tubarão                     | 420003 | Gravatal           |
| Tubarão                     | 420003 | Imaruí             |
| Tubarão                     | 420003 | Jaguaruna          |
| Tubarão                     | 420003 | Laguna             |
| Tubarão                     | 420003 | Pedras Grandes     |
| Tubarão                     | 420003 | Pescaria Brava     |
| Tubarão                     | 420003 | Rio Fortuna        |
| Tubarão                     | 420003 | Sangão             |
| Tubarão                     | 420003 | Santa Rosa de Lima |
| Tubarão                     | 420003 | São Ludgero        |
| Tubarão                     | 420003 | São Martinho       |
| Tubarão                     | 420003 | Treze de Maio      |
| Tubarão                     | 420003 | Tubarão            |